# Génocide en Californie
Le génocide en Californie est une série de massacres génocidaires des peuples autochtones de Californie par des soldats et des colons américains au cours du XIXe siècle. Il commence après la conquête américaine de la Californie lors de la guerre américano-mexicaine et l'afflux ultérieur de colons américains dans la région à la suite de la ruée vers l'or en Californie. Entre 1846 et 1873, on estime que les colons tuent entre 9 492 et 16 094 autochtones californiens ; jusqu'à plusieurs milliers d'entre eux sont également affamés ou doivent travailler jusqu'à la mort. Le travail forcé, les enlèvements, les viols, la séparation des enfants et les déplacements forcés sont répandus pendant le génocide et sont encouragés, tolérés et même mis en œuvre par les responsables et les commandants militaires américains.
Le livre de 1925 Handbook of the Indians of California estime que la population indigène de Californie a diminué d'environ 150 000 en 1848 à 30 000 en 1870 et à 16 000 en 1900. Ce déclin est causé par un mélange de maladies, de faibles taux de natalité, de famine et de génocide,,. Entre 10 000  et 27 000  sont également soumis au travail forcé par les colons américains, les autorités californiennes ayant adopté à plusieurs reprises des lois qui dépossédent les populations autochtones.
Depuis les années 2000, les historiens caractérisent la période qui suit immédiatement la conquête de la Californie comme une période au cours de laquelle les mineurs, les agriculteurs et les éleveurs américains de la frontière américaine se livrent au génocide systématique des Californiens autochtones. En 2019, le gouverneur de Californie, Gavin Newsom, qualifie les événements de « génocide », ajoutant : « … c'est ainsi qu'ils doivent être décrits dans les livres d'histoire. » Il  présente également ses excuses pour « la violence, la discrimination et l'exploitation cautionnées par le gouvernement de l'État tout au long de son histoire ». Dans un décret de 2019, Newsom annonce la formation d'un « Conseil de vérité et de guérison » pour mieux comprendre le génocide et informer les générations futures de ce qui s'est passé.

## Contexte

### Peuples autochtones

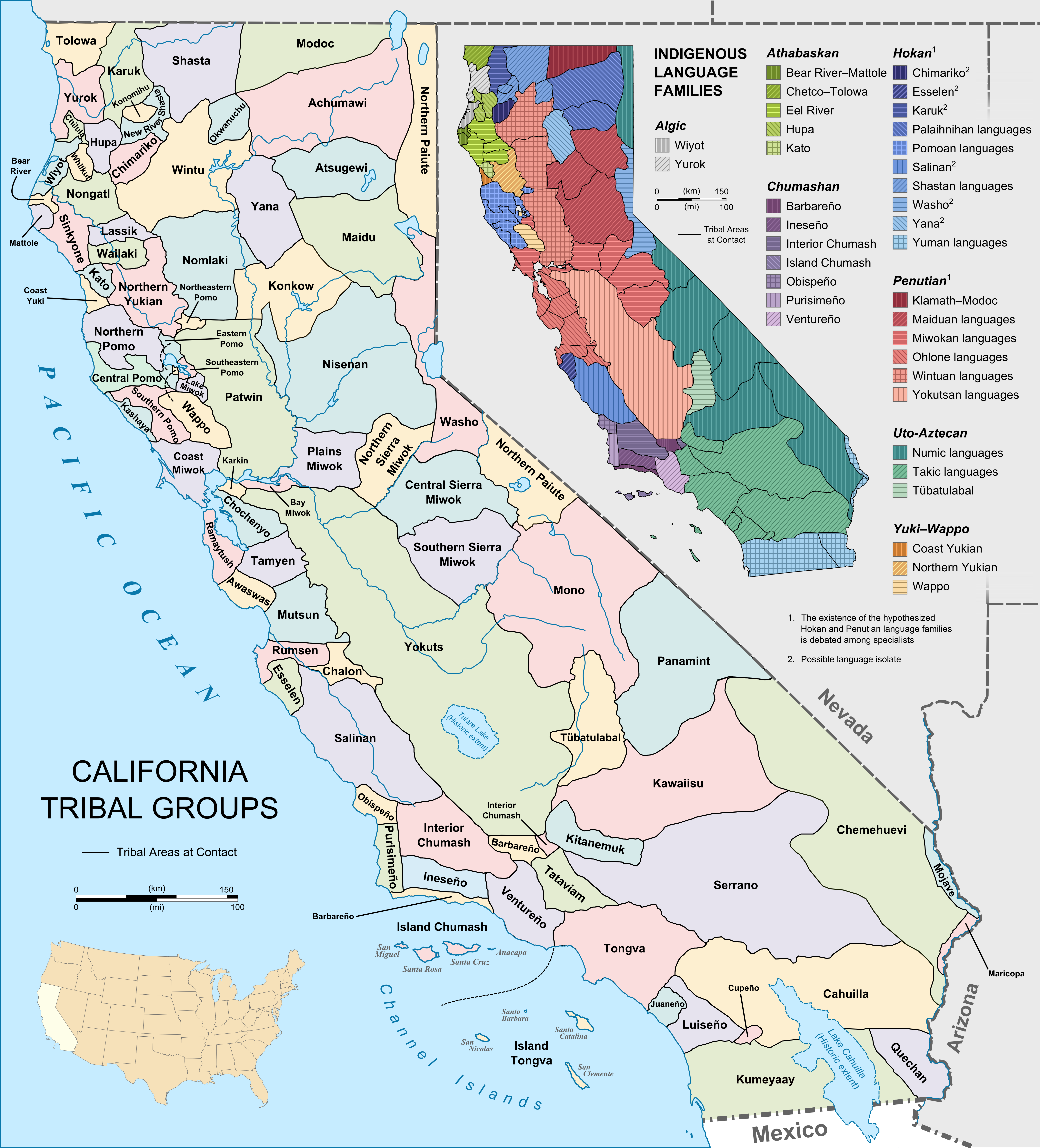
Groupes ethniques et linguistiques autochtones (en médaillon) de Californie avant l'arrivée des Européens

Avant l'arrivée des Espagnols, la Californie abritait une population indigène estimée à 300 000 personnes. Le groupe le plus important est celui des Chumash, avec une population d'environ 10 000 personnes. La région est très diversifiée, avec de nombreuses langues distinctes parlées. Bien qu’il y ait une grande diversité dans la région, les découvertes archéologiques montrent peu de preuves de conflits intertribaux.
Les différents groupes tribaux semblent s’être adaptés à des zones et territoires particuliers. Selon le journaliste Nathan Gilles, grâce aux traditions pratiquées par les peuples autochtones du nord de la Californie, ils ont pu « gérer la menace des incendies de forêt et cultiver des plantes traditionnelles ». Par exemple, l'usage traditionnel du feu par les tribus de Californie et du Nord-Ouest Pacifique leur permet de « cultiver des plantes et des champignons » qui « s'adaptent au brûlage régulier. La liste s'étend des sources de fibres, comme l'herbe à ours et le saule, aux denrées alimentaires, comme les baies, les champignons et les glands des chênes qui constituent de vastes vergers ». De nombreuses pratiques sont utilisées pour gérer les terres sans destruction massive par d'autres moyens, notamment « le travail du sol, la taille, le semis à la volée, le repiquage, le désherbage, l'irrigation et la fertilisation ». Ces groupes travaillent pour stimuler la croissance et la diversité des ressources florales à travers les paysages. Les pratiques traditionnelles permettent une « gestion extraordinairement réussie des ressources naturelles disponibles pour les tribus autochtones californiennes ». Grâce aux pratiques traditionnelles des tribus amérindiennes de Californie, elles peuvent maintenir des habitats et des climats qui permettent alors de soutenir une faune abondante, notamment des lapins, des cerfs, des variétés de poissons, des fruits, des racines et des glands. Les autochtones suivent en grande partie un mode de vie de chasseurs-cueilleurs, se déplaçant dans leur région au fil des saisons, selon les différents types de nourriture disponibles.
Les peuples autochtones de Californie, selon la sociologue Kari Norgaard, « chassent et pêchent pour se nourrir, tressent des paniers en utilisant des techniques traditionnelles » et « organisent d'importantes cérémonies pour préserver l'intégrité du monde ». Il a également été enregistré que les peuples autochtones de Californie et de tout le continent avaient et continuent d'utiliser « le feu pour améliorer des espèces végétales spécifiques, optimiser les conditions de chasse, maintenir des voies de déplacement ouvertes et, de manière générale, soutenir l'épanouissement des espèces dont ils dépendent, selon des chercheurs comme l'écologiste du Service des forêts des États-Unis et descendant Karuk Frank Lake ».

### Contact
La Californie est l’une des dernières régions des Amériques à être colonisée par les Européens. Les missionnaires catholiques espagnols, dirigés par l'administrateur franciscain Junípero Serra et les forces militaires sous le commandement de Gaspar de Portolá, n'atteignent cette région qu'en 1769. La mission a pour but de diffuser la foi catholique parmi les peuples autochtones de la région et d'établir et d'étendre la portée de l'Empire espagnol. Les Espagnols construisent San Diego de Alcalá, la première des 21 missions établies dans l'actuelle Californie, à l'endroit qui est devenu aujourd'hui San Diego, dans la partie sud de l'État, le long du Pacifique. (Les Espagnols construisent  également 30 missions et 11 visitas en Basse-Californie) Des avant-postes militaires sont bâtis à côté des missions pour abriter les soldats envoyés pour protéger les missionnaires[réf. nécessaire].
Les dominations espagnole et mexicaine sont dévastatrices pour les populations autochtones. « À mesure que les missions se développent, la population indienne autochtone de Californie entame un déclin catastrophique». Gregory Orfalea estime que la population pré-contact est réduite de 33 % sous les régimes espagnol et mexicain. La majeure partie du déclin est due aux maladies importées, aux faibles taux de natalité et à la perturbation des modes de vie traditionnels, mais la violence est courante et certains historiens affirment que la vie dans les missions est proche de l'esclavage,. Cependant, selon George Tinker, un érudit autochtone, « la population amérindienne côtière a été réduite d'environ 90 pour cent au cours des soixante-dix années où le système de mission de Serra était la seule propriété ».
Selon le journaliste Ed Castillo, membre du Caucus amérindien du Parti démocrate de Californie, Serra propage la foi chrétienne parmi la population amérindienne d'une manière destructrice qui provoque un déclin rapide de leur population pendant qu'il est au pouvoir. Castillo écrit que « les Franciscains prennent sur eux de brutaliser les Indiens et de se réjouir de leur mort... Ils veulent simplement les âmes de ces Indiens, alors ils les baptisent, et quand ils meurent, de maladie ou de coups... ils vont au ciel, ce qui était un motif de célébration ». Selon Castillo, la population amérindienne est forcée d'abandonner sa « civilisation durable et complexe » ainsi que « ses croyances, sa foi et son mode de vie ». Cependant, des artefacts découverts sur un site archéologique de l'île de San Clemente suggèrent qu'un groupe d'autochtones pratique des méthodes traditionnelles après l'arrivée des Européens et des Américains dans d'autres parties de la Californie, et potentiellement jusqu'aux années 1850. Les artefacts comprennent des restes de subsistance, des dépotoirs et des outils en pierre taillée. 

### Chronologie
Ce qui suit est une chronologie approximative de certains des événements et politiques clés qui ont contribué au génocide. Ce n’est en aucun cas exhaustif.
- 1542: La Californie est découverte par l'Espagne. Juan Rodríguez Cabrillo, un explorateur portugais naviguant sous pavillon espagnol, explore la côte californienne et débarque dans le port de San Diego, qu'il baptise San Miguel. Son équipage échange pacifiquement avec les autochtones Kumeyaay pendant six jours, échangeant des marchandises et discutant des différences culturelles. La région élargie de Californie tire son nom d'un paradis fictif décrit dans le roman du début du XVIe siècle « Las Sergas de Esplandián » de Garci Rodríguez de Montalvo[27].
- 1769: Les colonisateurs espagnols ont étendu le système de missions catholiques mexicaines au système de missions en Californie, ce qui a conduit à la conversion forcée et à l'esclavage des Amérindiens de la région de Californie[28],[29],[30].
- 1821–1823: Le Mexique obtient son indépendance de l'Espagne et a pris le contrôle de la Californie. Il poursuit les politiques de travail forcé et de conversion des peuples autochtones du gouvernement espagnol[31],[30].
- 1845–1846: John C. Frémont mène les attaques américaines contre les Amérindiens en Californie et dans l'Oregon. Frémont est chargé par le sénateur américain Thomas Hart Benton et le président américain Andrew Jackson d'explorer les routes terrestres vers la Californie et de préparer la prise du territoire aux dépens du Mexique. Frémont parcourt le nord de la Californie, commettant plusieurs massacres d'Amérindiens en cours de route. Il se proclame ensuite gouverneur du territoire de Californie.
- 1846–48: La guerre américano-mexicaine conduit à l'annexion de la Californie par les États-Unis. Les colons et l'armée américaine forment une alliance, rejointe par certains peuples autochtones, bien que l'armée ait « massacré de nombreux autochtones »[32],[30].
- 1848: La découverte d’or en Californie entraîne un afflux massif de colons qui forment des milices pour tuer et déplacer les peuples autochtones[33],[34],[30].
- 1850: Le California Act for the Government and Protection of Indians est adopté, légalisant l'esclavage des Amérindiens et permettant aux colons de les capturer et de les forcer à travailler[35],[36].
- 1851–52: La guerre de Mariposa éclate entre les colons blancs et les Ahwahnechee, entraînant le déplacement et le massacre d'Amérindiens par le bataillon Mariposa dans la région de la Sierra Nevada[37].
- 1851–66: La ville de Shasta et les communautés de Marysville et Honey Lake payéent des primes pour le meurtre d'Amérindiens[38],[39],[40],[41].
- 1860s: Le gouvernement fédéral mène une politique de déplacement forcé des peuples amérindiens vers des réserves, ce qui conduit à des violences et à des déplacements[42].
- Fin 1800–début 1900: Les enfants autochtones sont retirés de force à leurs familles par le gouvernement californien et placés dans des pensionnats, où ils sont soumis à des abus et à une assimilation forcée[43],[44],[45].
- 1909: Le gouvernement de l'État de Californie crée le California Eugenics Record Office, qui encourage la stérilisation forcée des personnes déclarées par le gouvernement comme « inaptes », y compris « les femmes noires, latinos et autochtones qui sont incarcérées ou hébergées dans des institutions publiques pour handicap »[46],[47],[48].

## Réponse après l'accession au statut d'État

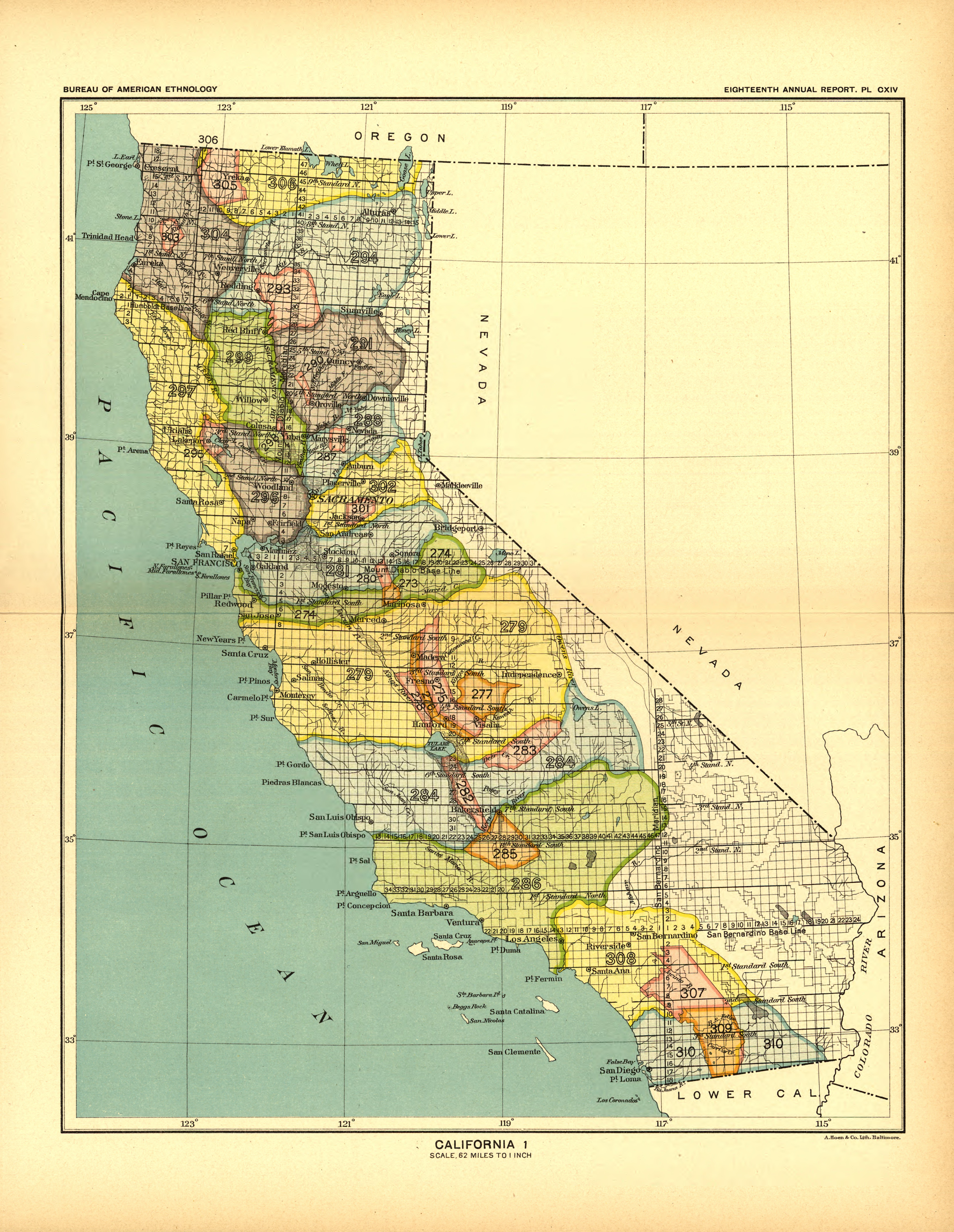
Carte de la Californie tirée des cessions de terres indiennes aux États-Unis

Après la conquête américaine de la Californie aux dépens du Mexique, l'afflux de colons causé par la ruée vers l'or en Californie en 1849 et l'accession de la Californie au statut d'État en 1850, les autorités étatiques et fédérales incitent, aident et financent la violence contre les Amérindiens. Les autochtones de Californie sont aussi parfois appelés avec mépris « Diggers », en raison de leur pratique consistant à déterrer des racines pour les manger,[page à préciser],,[page à préciser],,,. Le 6 janvier 1851, lors de son discours sur l'état de l'État au Sénat de Californie, le premier gouverneur Peter Burnett déclare : « Il faut s'attendre à ce qu'une guerre d'extermination continue d'être menée entre les races jusqu'à l'extinction de la race indienne. Bien que nous ne puissions anticiper ce résultat qu'avec un douloureux regret, le destin inévitable de la race est au-delà du pouvoir ou de la sagesse de l'homme à éviter »,,. Pendant le génocide californien, des rapports sur la décimation des Amérindiens en Californie sont faits au reste des États-Unis et à l'étranger.
La loi californienne pour le gouvernement et la protection des Indiens est promulguée en 1850 (modifiée en 1860, abrogée en 1863). Cette loi prévoit l'apprentissage ou la mise sous contrat des enfants indiens auprès des colons blancs, et punit également les Indiens « vagabonds » en les « louant » au plus offrant lors d'une vente aux enchères publique si l'Indien ne peut pas fournir une caution suffisante. Cela légalise une forme d'esclavage en Californie. Les colons blancs emmènent entre 10 000 et 27 000 Amérindiens de Californie comme travailleurs forcés, dont 4 000 à 7 000 enfants,.

« J'ai l'honneur de signaler au général commandant le département du Pacifique que je suis dans cette vallée depuis quinze jours, exécutant mes instructions de châtier ces Indiens, ou les Indiens de la rivière Owens ; que j'en ai tué plusieurs, fait onze prisonniers et détruit un grand nombre de rancherias et une grande quantité de graines, de vers, etc., que les Indiens avaient rassemblés pour se nourrir. »

— George S. Evans, Lieutenant-Colonel Deuxième Second Cavalry California Volunteers, Commandant l'expédition de la rivière Owens (1862), War of the Rebellion: Operations on the Pacific Coast. Chapter LXII.
Un témoignage et un récit remarquables d'un témoin oculaire ancien : « Les Indiens de Californie » (1864) est de John Ross Browne, fonctionnaire des douanes et inspecteur des affaires indiennes sur la côte Pacifique. Il décrit systématiquement la fraude, la corruption, le vol de terres, l’esclavage, le viol et le massacre perpétrés sur une partie importante de la population autochtone,. Cela a été confirmé par un contemporain, le surintendant Dorcas J. Spencer.

### Statistiques sur la violence
En 1943, une étude du démographe Sherburne Cook estime qu'il y a eu 4 556 meurtres d'Indiens de Californie entre 1847 et 1865,. L'historien contemporain Benjamin Madley documente le nombre d'Indiens californiens tués entre 1846 et 1873 ; il estime que pendant cette période, au moins 9 492 à 16 092 Indiens californiens ont été tués par des non-Indiens, dont entre 1 680 et 3 741 tués par l'armée américaine. La plupart des décès ont eu lieu dans ce qu'il a défini comme plus de 370 massacres (définis comme le « meurtre intentionnel de cinq combattants désarmés ou plus, ou de non-combattants en majorité non armés, y compris des femmes, des enfants et des prisonniers, que ce soit dans le contexte d'une bataille ou autre »). Madley estime également que moins de 1 400 non-Indiens ont été tués par des Indiens au cours de cette période. L'activiste amérindien et ancien professeur de l'Université d'État de Sonoma, Ed Castillo, a été chargé par la Commission du patrimoine amérindien de l'État de Californie d'écrire l'histoire officielle du génocide de l'État ; il écrit que « des escadrons de la mort bien armés, combinés aux massacres généralisés et aléatoires d'Indiens par des mineurs individuels, ont entraîné la mort de 100 000 Indiens en [1848 et 1849] ». Un autre historien contemporain, Gary Clayton Anderson, estime que pas plus de 2 000 Amérindiens ont été tués en Californie. Jeffrey Ostler critique l'estimation d'Anderson, la qualifiant de « non fondée » et « au moins cinq fois trop basse ».

### Preuves archéologiques de violence et de réfugiéisme en Californie
Des recherches menées en 2015 sur les tumulus funéraires autochtones de la région de la baie de San Francisco révèlent que les autochtones se déplaçaient vers différents endroits afin d’éviter un génocide. Le mouvement peut être retracé par la datation des tumulus funéraires puisque de nombreuses tribus indigènes ont trouvé ces espaces de tumulus funéraires comme des lieux de liberté religieuse et culturelle.
Les Amah Mutsun sont un groupe de peuples autochtones dont on rapporte qu'ils ont été incapables de transmettre leurs traditions pendant cette période. Leur pratiques sont donc restées inconnues pendant plusieurs années. Les membres de ce groupe, leurs descendants et les archéologues participent à des recherches ethnographiques collaboratives pour mettre en lumière des pratiques antérieures telles que les pratiques funéraires et les modèles de végétation.

### Liste des massacres recensés
| Year      | Date                         | Name                                     | Current location                                                                          | Description | Reported casualties | References        |
| --------- | ---------------------------- | ---------------------------------------- | ----------------------------------------------------------------------------------------- | --- | ------------------- | ----------------- |
| 1846      | 6 avril                      | Massacre de la rivière Sacramento        | Rivière Sacramento, comté de Shasta, nord de la Californie                                | Les hommes du capitaine John C. Frémont attaquent une bande amérindienne (probablement Wintu) sur la rivière Sacramento en Californie, tuant de 120 à 200 Indiens. | 120–200             | [ 67 ]            |
| 1846      | entre le 30 mai et le 8 juin | Massacre de Sutter Buttes                | Sutter Buttes dans le comté de Sutter, nord de la Californie                              | Les hommes du capitaine John C. Frémont attaquent une rancheria sur les rives de la rivière Sacramento près de Sutter Buttes, tuant plusieurs Patwin. | 14+                 | [page à préciser] |
| 1846      | Décembre                     | Massacre de Pauma                        | Vallée de Pauma dans le comté de San Diego, sud de la Californie                          | 11 Californios capturés au Rancho Pauma sont tués comme voleurs de chevaux par des amérindiens à Warner Springs, Californie, ce qui mène au massacre de Temecula . | 11 (colons)         | [ 69 ]            |
| 1846      | Décembre                     | Massacre de Temecula                     | Temecula, dans le comté de Riverside, sud de la Californie                                | 33 à 40 amérindiens Luiseño sont tués dans une embuscade dans une vengeance pour le massacre de Pauma, à l'est de Temecula, Californie. | 33–40               | [ 69 ]            |
| 1847      | Mars                         | Massacre de la Rancheria Tulea           | Comté de la vallée de Napa, nord de la Californie                                         | Des esclavagistes blancs ripostent à une évasion d'esclaves en massacrant cinq Indiens à la Rancheria Tulea. | 5                   | [ 70 ]            |
| 1847      | 29 mars                      | Massacre de Kern et Sutter               | Mill Creek dans le comté de Tehama, nord de la Californie                                 | En réponse à un appel des colons blancs à mettre fin aux raids, le capitaine de l'armée américaine Edward Kern et l'éleveur John Sutter dirigéent 50 hommes dans des attaques contre trois villages indiens. | 20                  | [ 71 ]            |
| 1847      | Fin juin/ début juillet      | Massacres esclavagistes des Konkow Maidu | Chico dans le comté de Butte, nord de la Californie                                       | Les esclavagistes tuent 12 à 20 Indiens Konkow Maidu lors du processus de capture de 30 membres de la tribu dans le but de les réduire en esclavage. | 12–20               | [ 70 ]            |
| 1850      | 15 mai                       | Massacre de Bloody Island                | Clear Lake dans le comté de Lake, nord de la Californie                                   | Nathaniel Lyon et son détachement de cavalerie de l'armée américaine tuent entre 60 et 100 Pomos (peut-être plus, selon d'autres sources) sur l'île de Bo-no-po-ti, près du lac Upper. Ils pensent que la tribu avait tué Andrew Kelsey et Charles Stone, deux colons de Clear Lake qui maltraitaient et assassinaient des Pomos et des Wappos. (Les Pomos de l'île n'avaient aucun lien avec les Pomos réduits en esclavage.) Cet incident provoque une vague d'attaques de colons et de massacres de populations autochtones dans toute le nord de la Californie. Le site est aujourd'hui classé monument historique de Californie n° 427. | 60–100              | ,                 |
| 1851      | 11 janvier                   | Guerre de Mariposa                       | Plusieurs sites dans le comté de Mariposa, nord de la Californie                          | La ruée vers l'or accentue la pression sur les Amérindiens de Californie, contraints par les mineurs à quitter leurs terres aurifères. Nombre d'entre eux sont contraints de travailler dans les mines ; d'autres voient leurs villages pillés par l'armée et des milices volontaires. Certaines tribus amérindiennes ripostent, à commencer par les Ahwahnechees et les Chowchillas de la Sierra Nevada et de la vallée de San Joaquin, qui mènent un raid sur le poste de James D. Savage, sur la rivière Fresno, en décembre 1850. En représailles, le shérif du comté de Mariposa, James Burney, dirige une milice locale lors d'un affrontement indécis avec les Amérindiens le 11 janvier 1851, sur une montagne près de l'actuelle Oakhurst, en Californie. | 40+                 |                   |
| 1851      |                              | Massacre de Old Shasta Town              | Shasta dans le comté de Shasta, nord de la Californie                                     | Des mineurs tuent 300 Indiens Wintu près d'Old Shasta, en Californie, et incendient le bâtiment dans lequel se réunit leur conseil tribal. | 300                 | [ 75 ]            |
| 1852      | 23 avril                     | Massacre de Bridge Gulch                 | Hayfork Creek dans le comté de Trinity, nord de la Californie                             | 70 américains dirigés par le shérif du comté de Trinity, William H. Dixon, tuent plus de 150 Wintu dans la vallée de Hayfork en Californie, en représailles au meurtre du colonel John Anderson. | 150                 | [ 76 ]            |
| 1853      |                              | Massacre de Howonquet                    | Smith River dans le comté Del Norte, nord de la Californie                                | Des colons californiens attaquent et incendient le village de Howonquet à Tolowa, massacrant 70 personnes. | 70                  | [ 77 ]            |
| 1853      |                              | Massacre de Yontoket                     | Yontocket dans le comté Del Norte, nord de la Californie                                  | Un groupe de colons attaquent et incendient une rancheria Tolowa à Yontocket, en Californie, tuant 450 Tolowas lors d'une cérémonie de prière. | 450                 | ,                 |
| 1853      |                              | Massace d'Achulet                        | Lake Earl dans le comté Del Norte, nord de la Californie                                  | Des colons blancs lancéent une attaque contre un village Tolowa près du lac Earl en Californie, tuant entre 65 et 150 Indiens à l'aube. | 65–150              | [ 79 ]            |
| 1853      | Avant le 31 décembre         | Incident de "Ox"                         | Visalia, dans le comté de Tulare, Vallée centrale                                         | Les forces américaines attaquent et tuent un nombre non déclaré d'Indiens dans la région de Four Creeks (comté de Tulare, Californie) dans ce que les officiers ont qualifié de « notre petite difficulté » et de « châtiment qu'ils ont reçu ». |                     | [ 80 ]            |
| 1855      | 22 janvier                   | Massacre de Klamath River                | Klamath River dans le comté Del Norte, nord de la Californie                              | En représailles au meurtre de six colons et au vol de bétail, des Blancs commencéent une « guerre d'extermination contre les Indiens » dans le comté de Humboldt, en Californie. |                     | [ 81 ]            |
| 1856      | Mars                         | Shingletown                              | Shingleton dans le comté de Shasta, nord de la Californie                                 | En représailles au vol de bétail par les indiens, des colons blancs ont massacrent au moins 20 hommes, femmes et enfants Yana près de Shingletown, en Californie. | 20                  | [ 82 ]            |
| 1856–1859 |                              | Massacres par les colons de Round Valley | Round Valley dans le comté de Mendocino, nord de la Californie                            | Les colons blancs tuent plus d'un millier d'Indiens Yuki dans la vallée ronde au cours de trois années, dans un nombre indéterminé de massacres distincts. | 1,000+              | ,                 |
| 1859–1860 |                              | Guerre de Mendocino                      | Plusieurs sites du comté de Mendocino, nord de la Californie                              | Les colons blancs, se faisant appeler les « Eel River Rangers » et dirigés par Walter Jarboe, tuent au moins 283 hommes et un nombre indéterminé de femmes et d'enfants indiens lors de 23 combats sur une période de six mois. Ils sont dédommagés par le gouvernement américain pour leur campagne. | 283+                | [ 83 ]            |
| 1859      | Septembre                    | Rivière Pit                              | Rivière Pit, nord de la Californie                                                        | Des colons blancs massacrent 70 Indiens Achomawi (10 hommes et 60 femmes et enfants) dans leur village sur la rivière Pit en Californie. | 70                  | [ 85 ]            |
| 1859      |                              | Chico Creek                              | Big Chico Creek dans le comté de Butte, nord de la Californie                             | Des colons blancs attaquent un camp Maidu près de Chico Creek en Californie, tuant sans discrimination 40 Indiens. | 40                  | [ 86 ]            |
| 1860      | Date exact inconnue          | Massacre de Bloody Rock                  | Forêt nationale de Mendocino, dans le comté Mendocino, nord de la Californie              | Un groupe de 65 Indiens Yuki est encerclé et massacré par des colons blancs à Bloody Rock, dans le comté de Mendocino, en Californie. | 65                  |                   |
| 1860      | 26 février                   | Massacre des Wiyot de 1860 (en)          | Île Tuluwat (en), dans le comté de Humboldt, nord de la Californie                        | Lors de trois assauts quasi simultanés contre les Wiyot, à Indian Island, Eureka, Rio Dell et près de Hydesville, en Californie, des colons blancs tuent entre 80 et 250 Wiyot dans le comté de Humboldt. Les victimes sont principalement des femmes, des enfants et des personnes âgées, comme le rapporte Bret Harte du journal Arcata. D'autres villages sont massacrés en deux jours. Le site principal est inscrit au Registre national des lieux historiques des États-Unis, n° 66000208. | 80–250              | ,                 |
| 1863      | 19 avril                     | Massacre de Keyesville                   | Keyesville dans le comté de Kern, Vallée Centrale                                         | La milice américaine et les membres de la cavalerie des volontaires de Californie tuent 35 hommes Tübatulabal dans le comté de Kern, en Californie. | 35                  | [ 91 ]            |
| 1863      | 28 août                      | Piste des larmes Konkow                  | De Chico, dans le comté de Butte, à Covelo dans le comté Mendocino, nord de la Californie | En août 1863, tous les Maidu Konkow doivent être envoyés au ranch Bidwell à Chico, puis emmenés dans la réserve de Round Valley à Covelo, dans le comté de Mendocino. Tous les Indiens restés dans la région doivent être tués. Les Maidu sont rassemblés et emmenés sous bonne garde vers l'ouest, hors de la vallée de Sacramento, jusqu'à la chaîne côtière. 461 Amérindiens commencent le voyage, mais seulement 277 le terminent. Ils atteignent Round Valley le 18 septembre 1863. | 184                 | [ 92 ]            |
| 1864      |                              | Massacre de Oak Run                      | Oak Run dans le comté de Shasta, nord de la Californie                                    | Des colons californiens massacrent 300 Indiens Yana qui se sont rassemblés près d'Oak Run, en Californie, pour une cérémonie spirituelle. | 300                 | [ 93 ]            |
| 1865      |                              | Massacre de Owens Lake                   | Owens Lake dans de comté de Inyo, nord de la Californie                                   | Pour venger le meurtre d'une femme et d'un enfant à Haiwai Meadows, des justiciers blancs attaquéent un camp Paiute sur le lac Owens en Californie, tuant environ 40 hommes, femmes et enfants. | 40                  | [ 94 ]            |
| 1865      |                              | Massacre de Three Knolls                 | Mill Creek dans de comté de Tehama, nord de la Californie                                 | Des colons blancs massacrent une communauté Yana à Three Knolls sur le Mill Creek, en Californie. |                     | [ 95 ]            |
| 1868      |                              | Campo Seco                               | Mill Creek dans de comté de Tehama, nord de la Californie                                 | Un groupe de colons blancs massacre 33 Yahis dans une grotte au nord de Mill Creek, en Californie. | 33                  | ,                 |
| 1871      |                              | Massacre de Kingsley Cave                | Ishi Wilderness dans de comté de Tehama, nord de la Californie                            | 4 colons tuent 30 indiens Yahi dans le comté de Tehama, Californie, environ about two miles from Corral Wild Horse dans l'Ishi Wilderness. On estime qu'à la suite de ce massacre, seuls 15 membres de la tribu Yahi sont encore en vie. | 30                  | [ 98 ]            |

### Baisse de la population
| Groupe                                            | Population par année Tous les minimum proviennent de: | Population par année Tous les minimum proviennent de: |
| Groupe                                            | 1770                                                  | 1910                                                  |
| ------------------------------------------------- | ----------------------------------------------------- | ----------------------------------------------------- |
| Yurok                                             | 2 500 (jusqu'à 3 100)                                 | 700                                                   |
| Karok                                             | 1 500 (jusqu'à 2 000 to 2 700, )                      | 800                                                   |
| Wiyot                                             | 1 000                                                 | 100                                                   |
| Tolowa                                            | 1 000                                                 | 150                                                   |
| Hupa                                              | 1 000                                                 | 500                                                   |
| Chilula, Whilkut                                  | 1 000                                                 | (*)                                                   |
| Mattole                                           | 500 (jusqu'à 2 476)                                   | (*)                                                   |
| Nongatl, Sinkyone, Lassik                         | 2 000 (jusqu'à 7 957)                                 | 100                                                   |
| Wailaki                                           | 1 000 (jusqu'à 2 760)                                 | 200                                                   |
| Kato                                              | 500 (jusqu'à 1 100)                                   | (*)                                                   |
| Yuki                                              | 2 000 (jusqu'à 6,000 to 20,000)                       | 100                                                   |
| Huchnom                                           | 500                                                   | (*)                                                   |
| Coast Yuki                                        | 500                                                   | (*)                                                   |
| Wappo                                             | 1 000 (jusqu'à 1 650)                                 | (*)                                                   |
| Pomo                                              | 8 000 (jusqu'à 10 000 à 18 000)                       | 1 200                                                 |
| Lake Miwok                                        | 500                                                   | (*)                                                   |
| Coast Miwok                                       | 1,500                                                 | (*)                                                   |
| Shasta                                            | 2 000 (jusqu'à 5 600 à 10 000)                        | 100                                                   |
| Chimariko, New River, Konomihu, Oakwanuchu        | 1 000                                                 | (*)                                                   |
| Achomawi, Atsugawi                                | 3 000                                                 | 1 100                                                 |
| Modoc de Californie                               | 500                                                   | (*)                                                   |
| Yana/Yahi                                         | 1 500                                                 | (*)                                                   |
| Wintun                                            | 12 000                                                | 1 000                                                 |
| Maidu                                             | 9 000 (jusqu'à 9 500)                                 | 1 100                                                 |
| Miwok (plaines et sierra)                         | 9,000                                                 | 700                                                   |
| Yokuts                                            | 18 000 (jusqu'à 70 000)                               | 600                                                   |

Estimations de la population autochtone de Californie sur la base de Handbook of the Indians of California (1925) (Cook 1978)

| Costanoan                                         | 7 000 (jusqu'à 10 000 à 26 000 combinés aux Salinan)  | (*)                                                   |
| Esselen                                           | 500                                                   | (*)                                                   |
| Salinan                                           | 3,000                                                 | (*)                                                   |
| Chumash                                           | 10,000 (jusqu'à 13 650 à 20 400)                      | (*)                                                   |
| Washo de Californie                               | 500                                                   | 300                                                   |
| Northern Paiute de Californie                     | 500                                                   | 300                                                   |
| Mono de l'est et de l'ouest                       | 4 000                                                 | 1 500                                                 |
| Tubatulabal                                       | 1 000                                                 | 150                                                   |
| Koso, Chemehuevi, Kawaiisu                        | 1 500                                                 | 500                                                   |
| Serrano, Vanyume, Kitanemuk, Alliklik             | 3 500                                                 | 150                                                   |
| Gabrielino, Fernandeño, San Nicoleño              | 5 000                                                 | (*)                                                   |
| Luiseño                                           | 4 000 (jusqu'à 10 000)                                | 500                                                   |
| Juaneño                                           | 1 000 (jusqu'à 3 340)                                 | (*)                                                   |
| Cupeño                                            | 500 (jusqu'à 750)                                     | 150                                                   |
| Cahuilla                                          | 2 500 (jusqu'à 6 000 à 15 000)                        | 800                                                   |
| Diegueño, Kamia                                   | 3 000 (jusqu'à 6 000 à 19 000)                        | 800                                                   |
| Mohave (total)                                    | 3 000                                                 | 1 050                                                 |
| Halchidhoma (emigrés depuis 1800)                 | 1 000 (jusqu'à 2 500)                                 | ........                                              |
| Yuma (Total)                                      | 2 500                                                 | 750                                                   |
| Total des groupes marqués (*)                     | ..........                                            | 450                                                   |
|                                                   |                                                       | 15 850                                                |
|                                                   |                                                       |                                                       |
| Moins les river Yumans d'Arizona                  | 3 000 (jusqu'à 4 000)                                 | 850                                                   |
|                                                   |                                                       |                                                       |
| Indiens non-Californiens maintenant en Californie | ..........                                            | 350                                                   |
|                                                   |                                                       |                                                       |
| Affiliation douteuse ou non-rapportée             | ..........                                            | 1 000                                                 |
|                                                   |                                                       |                                                       |
| Total                                             | 133 000 (jusqu'à 230 407 à 301 233)                   | 16 350                                                |

## Sélectionner les groupes ethniques ciblés
Bien que de nombreux groupes aient été ciblés lors du génocide, les circonstances propres à chaque groupe peuvent illustrer les événements sur le terrain lors des massacres.

### Yuki
Le peuple Yuki a connu une catastrophe lors des événements de 1847-1853. Les États-Unis ont pris possession de la Californie au détriment du Mexique en janvier 1847, et la ruée vers l'or est arrivée rapidement en 1848. Des centaines de milliers de personnes sont venues à la recherche de richesses, exerçant une pression sur les Californiens autochtones. On estime que plus de 1 000 Yuki ont été tués lors des massacres des colons de Round Valley de 1856 à 1859 et 400 lors de la guerre de Mendocino ; de nombreux autres ont été réduits en esclavage et seulement 300 ont survécu. L'objectif des massacres était d'exterminer les Yuki et de prendre le contrôle du territoire qu'ils habitaient. Les soldats de l'armée américaine déployés dans la vallée ont mis fin à d'autres massacres et, en 1862, la législature californienne a révoqué une loi qui autorisait l'enlèvement et l'esclavage des Amérindiens dans l'État.
Il existe des témoignages pour les attaques suivantes:
- Un journal local rapporte que 55 Indiens ont été tués dans la vallée de Clinton le 8 octobre 1856[121].
- Un fermier blanc, John Lawson, reconnait avoir tué huit Indiens, trois par balle et cinq par pendaison, après le vol de certains de ses porcs. Il déclare que ces meurtres étaient une pratique courante[122].
- Un fermier blanc, Isaac Shanon, a témoigne avoir tué 14 Indiens lors d'une attaque de vengeance après qu'un homme blanc ait été tué au début de 1858[123].
- Des Blancs de la vallée de Sacramento arrivent dans la vallée Round et tuent quatre Indiens Yuki avec l'aide des habitants locaux en juin 1858, malgré les avertissements des agents indiens[124].
- Les colons blancs attaquent et tuent neuf Indiens dans les montagnes bordant la vallée en novembre 1858[125].
- L'ancien surintendant des Affaires indiennes, Thomas Henley (renvoyé deux mois plus tôt pour détournement de fonds), dirige un massacre de 11 Indiens Yuki en août 1859[126].

En raison du nombre impressionnant de meurtres, il est impossible de connaître le nombre exact de morts. Les estimations suivantes sont faites par des agents du gouvernement et des journaux à l'époque :
- 1856 : 300 morts au total au cours de l'année[121].
- Hiver 1856-1857 : Environ 75 Indiens Yuki tués au cours de l'hiver[127].
- Mars-avril 1858 : 300 à 400 hommes Yukis tués en trois semaines[128].
- Novembre 1858 – janvier 1859 : plus de 150 [129] ou 170 [130] Indiens Yuki tués entre novembre et janvier
- Mars-mai 1859 : 240 Yuki tués lors d'assauts menés par HL Hall en représailles du massacre du cheval du juge Hastings[131],[132] et un total de 600 hommes, femmes et enfants tués au cours de l'année précédente[133].

Ces estimations suggèrent que les colons blancs sont responsables de bien plus de 1 000 morts de Yuki. (Voir Cook, Sherburne ; « The California Indian and White Civilization » Partie III, p. 7, pour un argument en faveur de la fiabilité approximative des chiffres des Indiens tués à cette époque.)

### Yahi
Les Yahi sont les premiers du peuple Yana à souffrir de la ruée vers l'or en Californie, car leurs terres sont les plus proches des champs aurifères. Avant la ruée vers l'or qui commence avec la découverte d'or à Sutter's Mill en janvier 1848, l'armée américaine a été impliquée dans la destruction des autochtones de Californie, dont le peuple Yana. Ces processus comprennent des expulsions de personnes de leurs terres ancestrales, des massacres, le confinement dans de petites réserves et la séparation des familles. En Californie, des mineurs, des éleveurs, des agriculteurs et des hommes d’affaires se sont livrent à des actes décrits dans la Convention sur le génocide. Les Yahis subissent de grandes pertes de population en raison de la perte de leurs sources de nourriture traditionnelles et se battent avec les colons pour le territoire. Ils manquent d'armes à feu et des colons blancs armés commettent intentionnellement un génocide contre eux par de multiples raids. Ces raids ont lieu dans le cadre du génocide californien, au cours duquel l'armée américaine et des milices d'autodéfense procédent à des meurtres ainsi qu'à la relocalisation de milliers d'autochtones en Californie. Le massacre réduit les Yahi, qui souffraient déjà de famine, à une population de moins de 100 personnes.
Le 6 août 1865, dix-sept colons attaquent un village Yahi à l'aube. En 1866, d'autres Yahis sont massacrés lorsqu'ils sont surpris dans un ravin. Vers 1867, 33 Yahis sont tués après avoir été traqués jusqu'à une grotte au nord de Mill Creek . Vers 1871, quatre cow-boys piégent et tuent environ 30 Yahis dans la grotte de Kingsley.
Le dernier survivant connu des Yahi a été nommé Ishi par les anthropologues américains. Ishi passe la majeure partie de sa vie caché avec les membres de sa tribu dans la nature sauvage de la Sierra, et il réapparait à l'âge d'environ 49 ans, après la mort de sa mère et de ses proches restants. Il est le seul Yahi connu des Américains.

### Tolowa
La population desTolowas s'établissait à 1000 personnes en 1770 ; elle est rapidement tombée à 150 personnes en 1910, pour l'essentiel en raison de meurtres de masse délibérés commis dans ce qui est reconnu comme un génocide[page à préciser] par l'État de Californie. Dans un discours devant des représentants des peuples amérindiens en juin 2019, le gouverneur de Californie Gavin Newsom a présenté ses excuses pour le génocide. Newsom a déclaré : « C'est ce que c'était, un génocide. Il n'y a pas d'autre façon de le décrire. Et c'est ainsi qu'il doit être décrit dans les livres d'histoire. Parmi ces massacres, lcelui de Yontoket a fait entre 150 et 500[page à préciser] morts parmi les Tolowa. Leurs maisons ayant été incendiées, l'endroit a été surnommé « Burnt Ranch ». Les Tolowa eux-mêmes datent le premier massacre de 1853, affirmant qu'entre 450 et 600 personnes ont été tuées. Le second massacre date de 1854, affirmant qu'environ 150 personnes ont été tuées. Le massacre de Yontoket a détruit le coeur culturel des Tolowas. Les autochtones des régions environnantes s'y réunissaient pour leurs célébrations et leurs discussions. Les survivants du massacre furent contraints de déménager vers Howonquet, un village situé au nord de la rivière Smith. Le massacre des Tolowas s'est poursuivi pendant plusieurs années. Ils étaient apparemment toujours surpris lors de leurs célébrations de Needash. Ces massacres provoquèrent des troubles qui menèrent en partie à la guerre des Rogue River.
De nombreux Tolowas furent incarcérés à Battery Point en 1855 pour les empêcher de rejoindre un soulèvement mené par leur chef. En 1860, après la guerre de Chetco/Rogue River, 600 Tolowas furent déplacés de force vers des réserves indiennes de l'Oregon, dont celle aujourd'hui connue sous le nom de réserve de Siletz, dans la chaîne côtière centrale. Plus tard, certains furent transférés vers la réserve de la vallée de Hoopa, en Californie.
De nombreux meurtres se sont ajoutés à ceux du massacre de Yontoket et de l'attaque de Battery Point au cours des années suivantes. Ces massacres incluent ceux de Chetko, avec 24 morts[page à préciser], de Smith Creek, 7 morts[page à préciser] , d'Howonquet, 70 morts[page à préciser],d'Achulet avec 65 morts (sans compter ceux dont les corps ont été abandonnés dans le lac) et  de Stundossun avec 300 morts[page à préciser] . Au total, 902 Amérindiens de Tolowa ont été tués en 7 ans. Il n'existe aucune trace que l'un des auteurs ait jamais eu à faire face à la justice pour des meurtres[page à préciser]. Plus de 90 % de la population entière de Tolowa a été tuée dans des massacres délibérés.

## Aspects économiques du génocide en Californie du Sud
Au début, la population euro-américaine du comté de Los Angeles voit dans l’utilisation de la main-d’œuvre autochtone une solution pratique à la pénurie de main-d’œuvre causée par la migration massive d’individus vers les champs aurifères. Au cours des années 1850, les Blancs des États-Unis dépendent des individus d’origine amérindienne pour la culture de vastes étendues de terre en échange d’une compensation monétaire minime, voire inexistante. Durant la période de la ruée vers l'or, de nombreux propriétaires de ranchs peuvent récolter des profits considérables en conduisant leur bétail dans la vallée centrale et les contreforts de la Sierra, bénéficiant ainsi des années relativement prospères de l'exploitation aurifère[page à préciser]. En raison de l'expansion économique due à l'accroissement des besoins en matière d'exploitation minière, même les groupes autochtones des régions éloignées, comme ceux de la chaîne Coso, ont été intégrés à l'économie.

## Héritage

### Vol et valeur des terres
Selon M. Kat Anderson, écologiste et professeur à l'Université de Californie à Davis, et Jon Keeley, écologiste des incendies et chercheur scientifique à l'US Geological Survey, après des décennies de déconnexion de la terre et de leur culture, en raison de la violence des colons espagnols et américains, les peuples autochtones commencent lentement à pouvoir pratiquer des traditions qui améliorent l'environnement qui les entoure, en prenant directement soin de la terre. Anderson et Keeley écrivent : « Les résultats que les peuples autochtones visaient en brûlant le chaparral, tels que l'augmentation du débit d'eau, l'amélioration de l'habitat faunique et le maintien de nombreuses espèces de plantes à fleurs et d'animaux, sont cohérents et concordent avec les valeurs que les agences foncières publiques, les organisations à but non lucratif et les propriétaires fonciers privés souhaitent préserver et améliorer grâce à la gestion des terres sauvages ». Grâce à ces pratiques restituées, ils peuvent s’engager et pratiquer leur culture, tout en aidant les autres populations de la région qui bénéficieront des différences écologiques.
Le monument californien 427, construit en 2005, commémore le massacre de Bloody Island du peuple Pomo qui a eu lieu le 15 mai 1850. Le monument est utilisé comme point central d'un festival annuel organisé depuis 1999 par les descendants des Pomos. Des bougies et du tabac sont brûlés en l'honneur de leurs ancêtres.

### Appel aux tribunaux
L’érudit amérindien Gerald Vizenor plaide au début du XXIe siècle pour que les universités soient autorisées à constituer des tribunaux pour enquêter sur ces événements. Il note que la loi fédérale des États-Unis ne prévoit aucune prescription pour les crimes de guerre et les crimes contre l’humanité, y compris le génocide. Selon lui :
« Les tribunaux pour génocide offriraient des espaces de raison et d'équité judiciaires permettant de révéler les nettoyages ethniques continentaux, les massacres, la torture et les persécutions religieuses, passés et présents, et de dénoncer avec justesse, dans le cadre d'une compétition juridique pour l'obtention de preuves, les instigateurs, les falsificateurs et les négationnistes du génocide et des crimes d'État contre les Amérindiens. Ils enrichiraient assurément les programmes de plaidoirie dans les facultés de droit et permettraient un examen plus approfondi des droits de l'homme et des affaires pénales internationales, grâce à des témoignages de fond, des dépositions historiques motivées, des preuves documentaires, des récits controversés et une responsabilité éthique. »
Vizenor estime que, conformément au droit international, les universités du Dakota du Sud, du Minnesota et de Berkeley en Californie devraient créer des tribunaux pour entendre les preuves et juger les crimes contre l'humanité qui auraient été commis dans leurs États respectifs. L'avocate Lindsay Glauner plaide également en faveur de tels tribunaux.

### Excuses et changements de noms
Lors d'un discours prononcé devant des représentants des peuples amérindiens en juin 2019, le gouverneur de Californie, Gavin Newsom, a présenté ses excuses pour le génocide. Faisant référence au projet de Conseil californien pour la vérité et la guérison, Newsom a déclaré : « La Californie doit prendre conscience de son histoire sombre. Les peuples amérindiens de Californie ont subi des violences, des discriminations et une exploitation sanctionnées par le gouvernement de l'État tout au long de son histoire… On appelle cela un génocide. C'est bien cela, un génocide. Il n'y a pas d'autre façon de le décrire. Et c'est ainsi qu'il doit être décrit dans les livres d'histoire. Nous ne pourrons jamais réparer les torts infligés aux peuples qui ont vécu sur cette terre que nous appelons désormais Californie depuis des temps immémoriaux, mais nous pouvons travailler ensemble pour construire des ponts, dire la vérité sur notre passé et commencer à panser nos blessures profondes »,. Après avoir entendu les témoignages, un Conseil californien pour la vérité et la guérison clarifiera le dossier historique des relations entre l'État et les Amérindiens de Californie.
En novembre 2021, le conseil d'administration de l'ancienne « University of California Hastings College of Law » a voté pour changer le nom de l'institution en raison de l'implication de son homonyme S. C. Hastings dans le meurtre et la dépossession du peuple Yuki dans les années 1850,. Le changement de nom a été approuvé par une loi de la législature de Californie (California Assembly Bill 1936, session ordinaire 2021-2022) et a été promulgué par le gouverneur le 23 septembre 2022. Le changement de nom est entré en vigueur le 1er janvier 2023. L'institution est désormais connue sous le nom de University of California College of the Law, San Francisco.

## Débat académique sur l'utilisation du terme «génocide»
Il existe un débat vigoureux sur l'ampleur des pertes amérindiennes après la découverte d'or en Californie et sur la question de savoir s'il faut les qualifier de génocide,. L'application du terme « génocide », en particulier, a été controversée. Selon l'historien Jeffrey Ostler, le débat repose principalement sur des désaccords concernant la définition du terme. Il écrit que selon une définition stricte (« intentionnaliste »), le génocide « requiert une intention du gouvernement fédéral ou de l'État de tuer tous les Indiens de Californie et un résultat dans lequel la majorité des décès sont dus à des meurtres directs », tandis que selon une définition moins stricte (« structuraliste »), il « requiert seulement l'intention des colons de détruire une partie substantielle des Indiens de Californie en utilisant une variété de moyens allant de la dépossession au massacre systématique ». Selon la première définition, Ostler soutient que « le génocide ne semble pas applicable », tandis que selon la seconde définition, « le génocide semble approprié ».
En 1948, l'article 2 de la Convention des Nations Unies pour la prévention et la répression du crime de génocide définissait le génocide comme suit :
… l'un quelconque des actes suivants commis dans l'intention de détruire, en tout ou en partie, un groupe national, ethnique, racial ou religieux, comme tel :
1. Le meurtre de membres du groupe
2. Le fait de causer des atteintes graves à l'intégrité physique ou mentale de membres du groupe ;
3. Le fait de soumettre intentionnellement le groupe à des conditions d'existence devant entraîner sa destruction physique totale ou partielle ;
4. Le fait d'imposer des mesures visant à entraver les naissances au sein du groupe ;
5. Le transfert forcé d'enfants du groupe à un autre groupe

— Convention pour la prévention et la répression du crime de génocide, article 2

### En faveur de l'utilisation du terme
Les historiens qui soutiennent le terme « génocide » soulignent que la population indienne de Californie a rapidement diminué et soutiennent que la violence extrême a fait partie intégrante de ce processus. Benjamin Madley, historien à l'UCLA, est l'un des historiens les plus éminents à défendre ce point de vue, écrivant qu'« il s'agissait d'un génocide, approuvé et facilité par des responsables californiens » qui, selon lui, « ont mis en place une machine à tuer sponsorisée par l'État ». L'historien Brendan C. Lindsay a soutenu que « plutôt qu'un gouvernement orchestrant une population pour provoquer le génocide d'un groupe, [en Californie] c'est la population qui a orchestré un gouvernement pour détruire un groupe », tandis que William T. Hagen a écrit que « [génocide] est un terme d'une terrible signification, mais qui s'applique à l'histoire des Amérindiens de Californie ». James J. Rawls a soutenu que les Blancs californiens « ont prôné et mené à bien un programme de génocide communément appelé "extermination" ». Les milices ont été appelées par les gouverneurs de Californie pour des « expéditions contre les Indiens » à plusieurs reprises.
Les partisans du terme « génocide » soulignent l'implication et la complicité des autorités fédérales et étatiques dans les atrocités commises contre les Californiens autochtones, et citent leurs déclarations et leurs politiques comme preuve d'une intention génocidaire directe. Par exemple, l'historien Richard White, dans une critique de l'ouvrage de Madley, An American Genocide, affirme qu'« aucun lecteur de son livre ne peut sérieusement prétendre que les événements survenus en Californie ne correspondent pas à la définition actuelle de « génocide », citant « les attaques incessantes des troupes fédérales, des milices de l'État, des milices d'autodéfense et des mercenaires qui ont rendu possible l'asservissement des Indiens et rendu inévitables la famine et la maladie ». White poursuit : « En Californie, ce que les Américains ont souvent appelé la “guerre” n’avait rien de tel. Pour chaque Américain tué, 100 Indiens périrent. Ils périrent horriblement – hommes, femmes et enfants. Les hommes qui les tuèrent furent brutaux. Les massacres ne résultèrent pas d’un accès de rage ; ils furent systématiques ». White souligne la complicité du gouvernement fédéral américain, soulignant que « le financement fourni par le gouvernement américain aux expéditions de la milice californienne rendit les attaques contre les Indiens possibles et rentables ». Écrivant sur l’expérience des femmes autochtones californiennes durant cette période, Gail Ukockis, spécialiste des études féminines, soutient que « les responsables gouvernementaux étaient très explicites quant à leur intention génocidaire », citant le discours sur l’état de l’État de 1851 prononcé par le premier gouverneur de Californie, Peter Burnett, dans lequel il déclara : « Il faut s’attendre à ce qu’une guerre d’extermination continue d’être menée entre les races jusqu’à l’extinction de la race indienne». 
Jeffrey Ostler a également approuvé l'utilisation du terme, écrivant qu'il « repose sur un corpus substantiel de recherches ». Ostler soutient qu'il existe un « consensus général » selon lequel un génocide a eu lieu au moins « à certaines époques et à certains endroits des débuts de l'histoire de l'État ».Répondant aux critiques de l'accusation de « génocide » qui ont soutenu que les épidémies étaient la principale cause de mortalité autochtone, Ostler écrit que « le dépeuplement dû aux maladies résultait le plus souvent de conditions créées par le colonialisme — en Californie, perte de terres, destruction de ressources et de réserves alimentaires, manque d'eau potable, captivité, violences sexuelles et massacres — qui ont encouragé la propagation d'agents pathogènes et accru la vulnérabilité des communautés par la malnutrition, l'exposition aux maladies, le stress social et la destruction des sources de médicaments et des capacités de soins palliatifs ». Il poursuit : « Étant donné que la colonisation de la Californie par les États-Unis avait pour but de déposséder les peuples autochtones et que cette intention avait pour conséquence prévisible de rendre les communautés vulnérables à de multiples maladies qui ont conduit à une perte massive de population, la maladie dans ce cas est considérée comme un facteur crucial contribuant au génocide ».
Karl Jacoby, dans sa critique d'An American Genocide, soutient que le livre dissipe « tout doute quant au fait que le génocide contre les Amérindiens a eu lieu dans l'État le plus peuplé et le plus prospère des États-Unis » et qu'il établit « de manière concluante la réalité du génocide dans le Golden State ». Il note également que Madley « met en lumière la manière dont les politiques fédérales et étatiques ont facilité la violence populaire contre les Indiens ». William Bauer Jr. soutient que Benjamin Madley « a tranché la question de savoir si un génocide a eu lieu ou non en Californie ». Il écrit également que « les gouvernements fédéral et étatiques, ces organismes qui auraient pu ou dû protéger les Indiens de Californie de cette violence dévastatrice, ont cautionné et perpétré des génocides » et que « les dirigeants civils californiens ont adopté des lois qui ont permis le génocide ».Margaret Jacobs écrit que Madley a rendu « presque impossible de nier qu'un génocide a eu lieu contre les peuples autochtones dans au moins un lieu et à une période de l'histoire américaine » et qu'il montre comment « le génocide a commencé comme l'œuvre de groupes d'autodéfense, mais a rapidement obtenu un financement de l'État et un soutien fédéral ». Jacobs souligne, par exemple, qu'« en 1854, le Congrès a accepté de rembourser la dette de guerre de la Californie et, à la fin de 1856, le gouvernement fédéral avait donné à la Californie plus de 800 000 $ à distribuer aux détenteurs d'obligations qui avaient financé le génocide dans l'État ».
Dans son ouvrage The Rediscovery of America, l'historien Ned Blackhawk soutient que « les historiens ont identifié des génocides dans l'histoire amérindienne » et cite la Californie comme exemple précis. Blackhawk écrit qu'en Californie, « les colons ont eu recours à la violence, informelle ou autorisée par l'État, pour briser les mondes autochtones et légitimer le leur » et note également qu'« en février 1852, par exemple, la législature de l'État a affecté 500 000 dollars au financement de milices anti-indiennes ». Concernant le rôle du gouvernement fédéral, il écrit qu'il avait « précédemment tenté un scénario alternatif au génocide en question. En 1851 et 1852, les autorités ont négocié dix-huit traités dans tout l'État ; cependant, s'inclinant devant les représentants californiens, le Sénat les a rejetés, autorisant ainsi le recours continu à la violence des colons pour faciliter la colonisation ».

### Contre l'utilisation du terme
D'autres chercheurs et historiens contestent l'exactitude du terme « génocide » pour décrire ce qui s'est passé en Californie, ainsi que la responsabilité qui a été directement imputée au gouvernement fédéral et au gouvernement de l'État de Californie, soulignant le fait que la maladie a été le principal facteur du dépeuplement des Indiens de Californie et arguant que la violence de masse a été entreprise principalement par les colons et que les gouvernements de l'État et fédéral n'ont pas établi une politique de massacre de tous les Indiens. L'un des historiens les plus éminents qui défendent ce point de vue est Gary Clayton Anderson, professeur d'histoire à l'Université de l'Oklahoma, qui qualifie les événements de Californie de « nettoyage ethnique »,, arguant que « si nous en arrivons au point où le massacre de 50 Indiens en Californie est considéré comme un génocide, alors le mot de génocide n'a plus de sens ». L'historien William Henry Hutchinson a écrit que « les archives historiques réfutent ces accusations [de génocide] », tandis que l'historien Tom Henry Watkins a déclaré que « c'est une mauvaise utilisation du terme » puisque les meurtres n'étaient ni systématiques ni planifiés. Dans une analyse critique de Murder State: California’s Native American Genocide, 1846–1873 de Brendan Lindsay, Michael F. Magliari note que « [Sherburne] Cook n'a jamais décrit les terribles événements de 1846–1873 comme un génocide, et aucun de ses principaux successeurs dans l'histoire des Indiens de Californie ne l'a fait non plus ».
Tout en reconnaissant que les actions contre certaines tribus indigènes de Californie étaient génocidaires, il opte pour le terme « ethnocidaire » pour les actions contre d'autres tribus, considérant que l'application du premier terme à tous les cas était « extrêmement problématique ». (Il rejette la « définition générale » du génocide donnée par la Convention des Nations Unies sur le génocide, tandis que Lindsay l'adopte). Dans une analyse ultérieure de l'ouvrage de Benjamin Madley, An American Genocide, il affirme que certains chercheurs pourraient trouver l'utilisation par Madley de la Convention des Nations Unies sur le génocide « trop large et élastique », que les preuves de génocide « varient considérablement d'un endroit à l'autre et sont bien plus solides dans certains cas », et que les arguments de Madley contre le gouvernement fédéral sont « beaucoup moins solides » que ceux contre « les mineurs, les agriculteurs et les éleveurs des régions frontalières ». Magliari soutient également que « les épidémies, et non la violence, demeurent de loin le facteur le plus important de mortalité autochtone ». Il conclut néanmoins : « Au-delà de l’ombre d’un doute raisonnable (et selon les normes de toute définition raisonnable), le génocide a en fait joué un rôle important dans la conquête et la soumission des autochtones de Californie par les États-Unis »